# Бронепалубни крайцери тип „Ню Орлиънс“
Ню Орлиънс (на английски: New Orlean) са серия бронепалубни крайцери на ВМС на САЩ. Проектът е поръчка на Бразилския флот, а в хода на изпано-американската война са закупени от САЩ на стадии дострояване. Всичко от серията са построени 2 единици: „Ню Орлиънс“ (на английски: USS New Orlean, C-22) и „Олбани“ (на английски: USS Albany, C-23). Първоначално нямат бордовите номера според американската буквено-цифрена индексация.

## Проектиране
По своята конструкция корабите са типични представители на „елсуикски“ крайцери от второ поколение, водещ своето родословие от построения към 1889 г. за италианския флот крайцер „Пиемонте“. Фирмата Armstrong Whitworth („Армстронг“) специализирана за експорт и доставка на малки и не много скъпи крайцери, въоръжени със скорострелна артилерия. Проектът е разработен от сър Филип Уотс на базата на построения от „Армстронг“ за флота Чили крайцер „Министро Сентено“. Фактически, основната разлика от типа „Алмиранте Барозо“ е артилерията. Ако чилийският крайцер носи еднородна артилерия на главния калибър от 152 mm оръдия, то за бразилските кораби е приет смесен калибър от 152 mm и 120 mm оръдия.

## Конструкция

### Корпус
Корпуса на корабите е гладкопалубен, с таран в носа. Имат два широко разположени комина и две леки мачти – от масивно дърво.

### Въоръжение
Чуждия произход на крайцерите води до нетипично за флота на САЩ въоръжение производство на „Армстронг“. 152 mm оръдия Mark 5 имат дължина на ствола от 50 калибра и стрелят със снаряди тежащи 45,3 kg с начална скорост 701 m/s. Далекобойността при ъгъл на възвишение от 30,8° достига 16 000 m, скорострелността – до 6 изстрела в минута.
Вторият калибър са 120 mm оръдия Mark 3 със ствол 50 калибра. Самото оръдие тежи около 2,1 t, теглото на снаряда е 20,4 kg, началната скорост – 675 m/s. Далекобойността на оръдието достига до 9050 m, при ъгъл на възвишение 20°.
През 1907 г. двата крайцера са превъоръжени с артилерия американско производство. Вместо 152 mm и 120 mm оръдия, са поставени десет 127 mm Mark 5 със ствол 50 калибра. Оръдията могат да стрелят с леки и тежки снаряди, с маса 22,7 kg и 27,2 kg, начална скорост съответно 914 m/s и 823 m/s. Далекобойността на оръдието достига до 17 370 m, за лекия снаряд, при ъгъл на възвишение 25,3°. Скорострелността се колебае в диапазона 6 – 8 изстрела в минута.

## История на службата
- „Ню Орлиънс“ е заложен 1895 г. на стапелите на „Армстронг“ (на английски: Armstrong Whitworth) в Елсуик, първоначално се казва „Амазонас“, спуснат на вода на 4 декември 1896 г., влиза в строй на 18 март 1898 г. 1907 г. е превъоръжен. Изваден от списъците на флота през 1922 г., а 1930 г. е продаден за скрап.

- „Олбани“ е заложен 1897 г. от „Армстронг“ в Елсуик, първоначално се казва „Алмиранте Абреу“, спуснат на вода на 14 януари 1899 г., влиза в строй на 25 май 1900 г. 1907 г. е превъоръжен. Изваден от списъците на флота през 1922 г., а 1930 г. е продаден за скрап[7].

## Оценка на проекта
Макар за началото на испано-американската война да е готов само главния кораб на проекта, крайцерите на типа „Ню Орлиънс“ са смятани за доста изгодна покупка, тъй като са оценявани като едни от най-успешните бронепалубни крайцери на американския флот.

## Коментари
1. ↑  Префиксът „USS“ е от на английски: United States Ship (Кораб на Съединените щати).
2. ↑  Буквите показват принадлежността на кораба към съответен клас: ВВ – линкор, СС, CL, СА – съответно линеен, лек или тежък крайцер, CV – самолетоносач, DD – разрушител, SS – подводница и т.н.